# 鵜来来の湯十王
鵜の岬温泉 鵜来来の湯 十王（うのみさきおんせん うららのゆ じゅうおう）は、茨城県日立市の伊師浜国民休養地に2001年4月28日にオープンした日帰り温泉施設。国民宿舎鵜の岬旧館跡に建てられた、天然温泉の施設。

## 施設概要
- 所在地 - 茨城県日立市十王町伊師605
- 交通 - JR常磐線十王駅より車で5分、常磐自動車道日立北インターチェンジより車で8分
- 入浴施設 - 大浴場、寝湯、サウナ・水風呂、露天風呂
- その他の施設 - すいれんの間・いぶきの間（休憩・飲食スペース）、ラウンジ、リラクゼイションルーム
- 利用料
  - 大人 - 平日820円、休日1,020円、夜間510円
  - 小人 - 平日410円、休日510円、夜間260円
  - 65歳以上の方 - 平日昼間のみ600円（要証明書）
- 営業時間 - 午前10時～午後9時（入館～午後8時）

## 泉質等
- 泉質 - ナトリウム硫酸塩・塩化物泉
- 適応症 - 神経痛・創傷・疲労回復ほか